# Bdelloidea
Bdelloidea is een onderklasse van raderdiertjes die voorkomen in zoet water en vochtige bodems. Bdelloidea hebben meestal een goed ontwikkelde corona (kroontje), verdeeld in twee delen, op een intrekbare kop. Zij kunnen zich zwemmend of kruipend voortbewegen. Dat laatste werkt door het nemen van stappen met de kop en staart, net zoals een aantal bloedzuigers. Dit geeft de groep hun naam (Grieks βδελλα of bdella, betekenis bloedzuiger).
Bdelloidea zijn van belang voor degenen die geïnteresseerd zijn in de evolutionaire rol van seksuele voortplanting, want het is helemaal verdwenen uit de onderklasse: mannetjes zijn niet aanwezig binnen de soorten, en de vrouwtjes planten zich uitsluitend voort door middel van parthenogenese (het leggen van onbevruchte eieren waardoor de nakomelingen exacte kopieën zijn van de ouder). Elk individu heeft gekoppelde geslachtsklieren. Ondanks het feit dat ze zich reeds aseksueel voortplanten sinds miljoenen jaren, zijn er gespreid over de wereld meer dan 300 soorten.
Bdelloidea reageren op milieu-invloeden door het invoeren van een staat van dormantie bekend als anhydrobiose. Deze rustperiode geeft het organisme de kans zeer snel uit te drogen. De Bdelloidea blijft in deze staat tot de optimale milieu-omstandigheden opnieuw optreden. Dan hydrateren ze zichzelf opnieuw en worden ze actief binnen enkele uren. Diapauze is het vermogen van het organisme om nageslacht te produceren in een slapende of niet uitgekomen staat. Het uitkomen van de jongen vindt alleen plaats wanneer de omstandigheden gunstig zijn. Deze vormen van rusttoestand zijn ook bekend als cryptobiose.
Wanneer deze ongewone wezens uit de slaapstand ontwaken, ondergaan ze een fascinerend en mogelijk uniek genetisch proces. Uit een studie uitgevoerd door Matthew Meselson van de Harvard University blijkt dat wanneer Bdelloidea raderdiertjes herstellen van schijndood, ze een vreemd DNA aannemen bij het patchen van hun eigen gescheurde celmembranen. Ook is aangetoond dat Bdelloidea buitengewoon bestand zijn tegen beschadiging van ioniserende straling. Wetenschappers lukte het in juni 2021 om exemplaren van deze klasse (gelijkend op de soort Adineta vaga), die al 24.000 jaar in de permafrost ingevroren zaten, weer tot leven te wekken.

## Taxonomie
- Orde Bdelloida
  - Familie Adinetidae
  - Familie Habrotrochidae
  - Familie Philodinavidae
  - Familie Philodinidae